# Рижское Нахимовское военно-морское училище
Рижское Нахимовское военно-морское училище (латыш. Nahimova Rīgas militārā jūrskola) — нахимовское училище, существовавшее в СССР в 1945—1953 годах.

## История
Создано приказом Народного комиссара Военно-Морского Флота Н. Кузнецова от 21 июля 1945, стало третьим нахимовским училищем в СССР (после Тбилисского и Ленинградского) и последним по времени создания. 30 августа 1945 года — дата начала формирования училища.Располагалось в Пороховой башне.
В 1953 году расформировано. Кадры и воспитанники влились в Ленинградское Нахимовское военно-морское училище. В здании открыт Музей революции, с 1990 года ставший военным музеем Латвии.

## Деятельность
Рижское Нахимовское военно-морское училище просуществовало де-юре 8 лет. 5 сентября 1953 года директивой Генштаба от 26 августа 1953 года училище закончило своё существование. За это время было выпущено 398 человек, по выпускам это распределилось следующим образом:
- 1-й выпуск 1949 год — 61 человек;
- 2-й выпуск 1950 год — 81 человек;
- 3-й выпуск 1951 год — 64 человека;
- 4-й выпуск 1952 год — 80 человек;
- 5-й выпуск 1953 год — 112 человек.

Из всех выпусков «Золотую медаль» получили 3 человека, «Серебряную медаль» получили 19 человек.

### Начальники училища
- 1945—1952 — капитан 1 ранга Безпальчев, Константин Александрович
- 1952—1953 — капитан 1 ранга Цветков, Анатолий Иванович

### Выпускники училища
- Лойкканен, Гарри Генрихович — контр-адмирал в отставке, командир атомной подводной лодки К-241 проекта 667АУ, командир 19-й дивизии подводных лодок, заместитель командующего 3-й флотилией подводных лодок.
- Степанов, Юрий Фёдорович — командир первой советской атомной субмарины «К-3», позже получившей наименование «Ленинский комсомол».[1]
- Шауров, Александр Алексеевич — контр-адмирал.
- Паттерсон, Джемс Ллойдович — советский и американский поэт.
- Дворкин, Владимир Зиновьевич — российский учёный, генерал-майор, профессор, главный научный сотрудник Института мировой экономики и международных отношений РАН.
- Берзин, Альфред Семёнович — контр-адмирал, командир атомной подводной лодки К-184, командир 10-й дивизии подводных лодок, окончил РНВМУ в 1951 году.
- Лобанов, Леонид Николаевич — советский и российский контр-адмирал, бывший начальник оперативного управления Северного флота.